# Agência Angola Press
Agência Angola Press abgekürzt ANGOP ist die staatliche Nachrichtenagentur von Angola. Ihre Form ist die einer Aktiengesellschaft. Sie ist ein Unternehmen mit eigener Rechtspersönlichkeit, administrativer und finanzieller Autonomie. Generaldirektor und Leiter der Staatsagentur ist Manuel da Conceição.
Die ANGOP wurde als Agência Nacional Angola Press (ANAP), im Juli 1975 in der Hauptstadt Luanda gegründet. Seit Oktober desselben Jahres übernahm ANGOP, auf Vorschlag des damaligen Präsidenten Agostinho Neto, seinen jetzigen und endgültigen Namen „Agência Angola Press“ und startet am 30. des Monats unter dem neuen Kürzel. Die erste Nachricht erschien am 30. Oktober 1975 in Form eines Bulletin. 
ANGOP unterhält fünf Niederlassungen im Ausland (Portugal, Brasilien, Vereinigtes Königreich, Simbabwe und Kongo) und genießt formale Autonomie und redaktionelle Unabhängigkeit, nach Gesetzen des angolanischen Staates. 
Das Ziel von ANGOP ist, exklusiv Nachrichten in Angola und im Ausland zu sammeln, zu verarbeiten und zu verbreiten, national und international. Die Nachrichten werden mittels elektronischer Vernetzung über Internet oder E-Mail verbreitet. Wichtige internationale Nachrichtenagenturen, wie Thomson Reuters, Associated Press, Agence France-Presse und andere nutzen ANGOP als Informationsquelle und unterhalten jeweils Partnerschaften. Die ANGOP wurde in den Jahren 1990 und 1992 mit der Auszeichnung „International Gold Star for Quality“, die vom Business Initiative Directions verliehen wird. Auch erhielt die Agentur 1996 das „World Quality Commitment Award“ von JX BAN Image Kunst, beide Unternehmen haben ihren Sitz in Madrid.
1996 war die ANGOP Gründungsmitglied der Aliança das Agências de Informação de Língua Portuguesa (ALP), der Vereinigung der portugiesischsprachigen Nachrichtenagenturen. Der zweite Präsident der ALP war bis 2013 Daniel Miguel Jorge, damaliger Leiter der ANGOP. 